# 台北防洪計畫

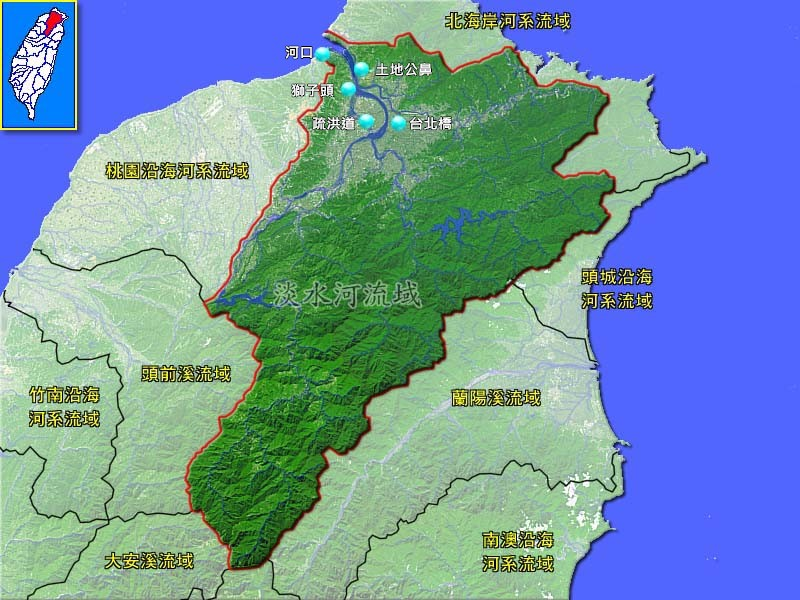
淡水河流域圖

台北防洪計畫，全稱台北地區防洪整體計畫，為1960年代起，中華民國政府在台北都會區進行的防洪治水計畫，包括淡水河水系大漢溪、新店溪以及基隆河流域的築堤、疏浚、興建抽水設施、規畫分洪改道等一系列水利建設，用以改善台北盆地地勢低窪排水不易、下游感潮河段易受潮汐影響，以及河道內橋梁墩柱林立、壅高水位等種種弊病。計畫於1999年12月完成，總耗資約新台幣1,114億元。

## 緣起

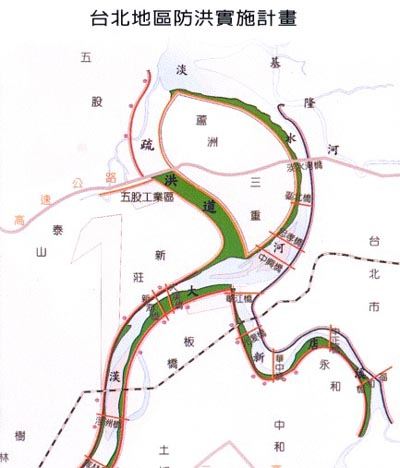
台北地區防洪實施計畫

1959年7月畢莉颱風在台北地區造成嚴重災害，但因同年八七水災亦在臺灣各地造成嚴重災害，中央政府優先辦理八七水災之重建工作，暫緩辦理台北防洪計畫。1961年波密拉颱風再次於大漢溪、新店溪流域造成嚴重水患，行政院隨後成立「台北地區河川防洪計畫審核小組」督導臺灣省政府辦理淡水河治導計畫:4-5。

## 治標計畫
1963年1月成立「台北地區防洪治標計畫實施小組」，對災情較嚴重地區先行辦理堤防工程。興建永和、雙園、水源、景美等堤防，以改善新店溪下游的防洪能力，並於當年度執行完成:5。

## 治本計畫
臺灣省政府水利局提出浚渫、高堤、改道、疏洪、全改道等五個方案，各方案均包括有關渡拓寬、堤防工程、橋梁改善及排水工程等，邀請聯合國專家與審核小組人員反覆研討，最後選定丙案。但行政院以開闢「塭子川疏洪道」牽涉甚多、經濟效益等問題並未完全採納，審核小組因而選擇治本計畫中10項急要工作，提出第一期實施方案，並於1965年完工，主要工程項目為基隆河改變匯入淡水河的入口及堵塞番子溝入口，並興建淡水河右岸渡頭及大龍峒堤防:5。

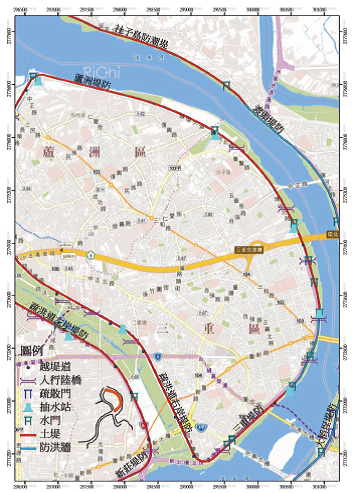
三重蘆洲周邊淡水河堤防地圖

1967年臺北市升格改制為院轄市，淡水河成為跨省市河川。1969年5月在經濟部水資源統一規劃委員會成立專案小組，於1970年6月完成「台北地區防洪計畫檢討報告」，將原來大漢溪改道「塭子川疏洪道」方案推翻，改為開闢「二重疏洪道」。1979年1月核定初期實施計畫，1981年辦理用地徵收，1982年起，先做二重疏洪道並先以10年重現期為標準做三重、蘆洲等淡水河左岸堤防及抽水站，1984年底，所有防洪排水工程完成，1985年6月疏洪道橋完成，總經費近99億元。
第二期計畫將三重、蘆洲及二重疏洪道堤防加高，大稻埕、大龍峒、渡頭堤防改建，使其能達到二百年重現期保護標準，另外包括抽水站擴增、五股工業區排水等，總經費近45億元，1987年完成。
第三期計畫於1990年開始，1999年12月完成，新建堤防30.8公里、改建2.2公里、水門15座、排水幹線23.5公里、抽水站14座、橋梁改建1座、新建2座，配合後續基隆河整體治理、員山仔分洪道，完成淡水河流域的防洪體系，可抵禦二百年重現期大洪水。

## 未來展望
臺北市現階段的水環境政策以海綿城市的概念為核心，例如將道路及廣場改成透水性的鋪面，並增設雨水回收利用的「雨水撲滿」等設施，以期能更有效利用雨水，達到治水不淹水。